# Девон Ларратт
Девон Ларат (Devon Larratt, нар. 24 квітня 1975 року) — канадський професійний армрестлер, один із найвідоміших і найуспішніших спортсменів у цьому виді спорту. Він багаторазовий чемпіон світу та володар численних титулів у професійному армрестлінгу.

### Біографія
Девон Ларат народився та виріс у Канаді. У дитинстві цікавився спортом і займався різними видами фізичної активності. Його захоплення армрестлінгом почалося ще в юнацькі роки, коли він помітив свій природний талант до цього виду спорту.
Ларат служив у Збройних силах Канади, де продовжував тренуватися, поєднуючи службу з розвитком своєї спортивної кар’єри. Він зазначав, що саме військова дисципліна допомогла йому вдосконалювати свої навички та досягати результатів на світовому рівні.

### Спортивна кар'єра
Девон Ларат став широко відомим завдяки своїй техніці та фізичній силі. Його вважають одним із найкращих армрестлерів усіх часів. Серед його досягнень:
- Багаторазовий чемпіон світу у категорії правої та лівої руки.
- Перемоги над іншими легендарними спортсменами, такими як Джон Брзенк, Майкл Тодд та інші.
- Розвиток та популяризація армрестлінгу через YouTube та соціальні мережі.

Девон також активно бере участь у великих турнірах, таких як World Armwrestling League (WAL), King of the Table (KOT) та інших.

### Внесок у розвиток спорту
Окрім власних виступів, Ларат займається популяризацією армрестлінгу, публікуючи навчальні матеріали та відео у соціальних мережах. Його канал на YouTube користується популярністю серед шанувальників спорту, де він ділиться порадами та демонструє техніку боротьби.

### Особисте життя
Девон Ларат одружений, має дітей і мешкає в Канаді. Попри зайнятість спортивною кар’єрою, він залишається активним у соціальному житті та часто співпрацює з благодійними організаціями.